# Rancho Pastor
Rancho Pastor är en ort i Mexiko.   Den ligger i kommunen Coicoyán de las Flores och delstaten Oaxaca, i den sydöstra delen av landet, 260 km söder om huvudstaden Mexico City. Rancho Pastor ligger 1 746 meter över havet och antalet invånare är 509.
Terrängen runt Rancho Pastor är kuperad åt nordost, men åt sydväst är den bergig. Terrängen runt Rancho Pastor sluttar söderut. Runt Rancho Pastor är det ganska glesbefolkat, med 43 invånare per kvadratkilometer. Närmaste större samhälle är San Vicente Zoyatlán, 14,8 km nordväst om Rancho Pastor. I omgivningarna runt Rancho Pastor växer huvudsakligen savannskog.